# Мокса (село)
Мокса — село в Бутурлинском районе Нижегородской области. Входит в состав Уваровского сельсовета.